# 東大前駅

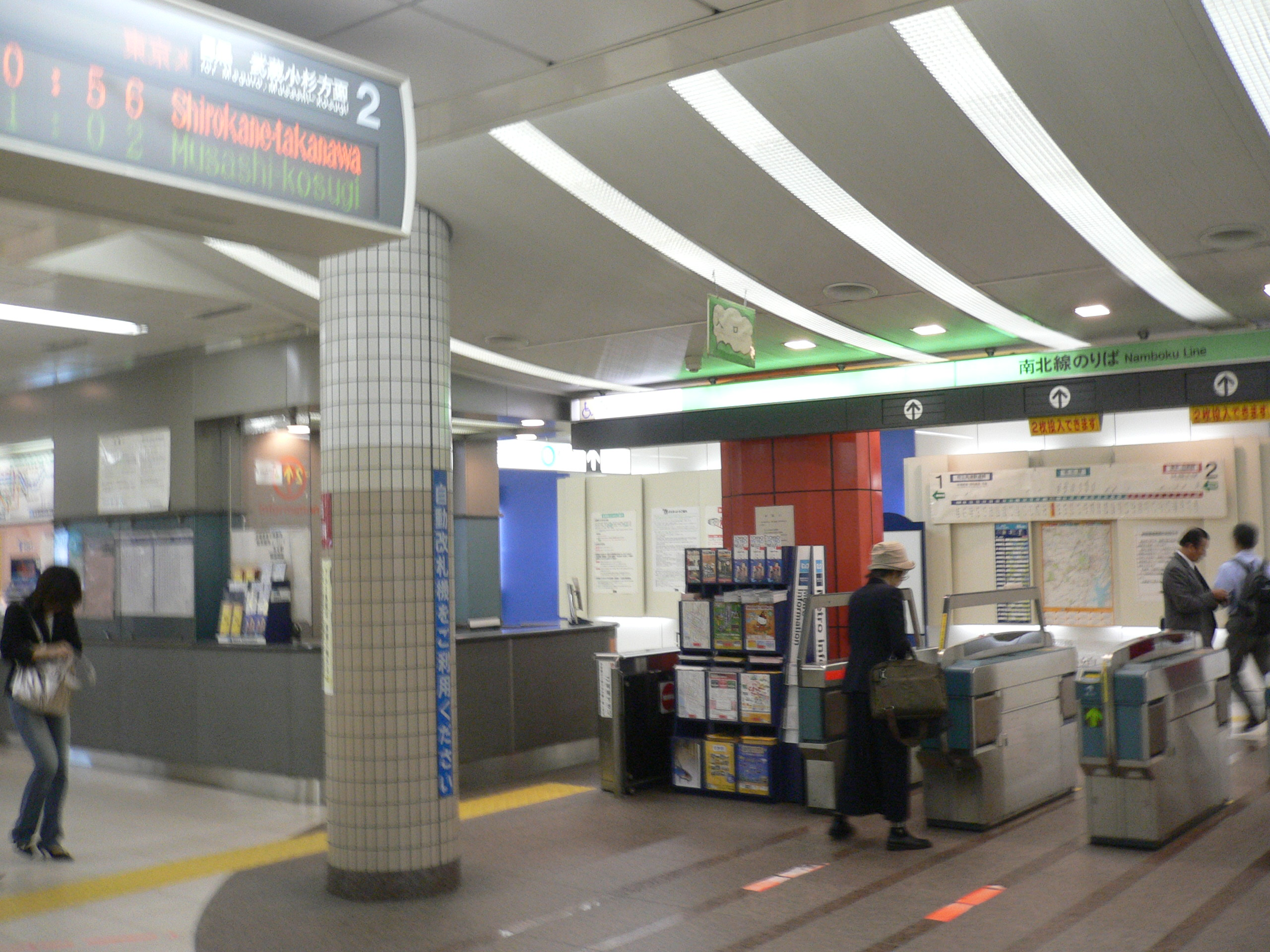
改札口（2005年10月24日）

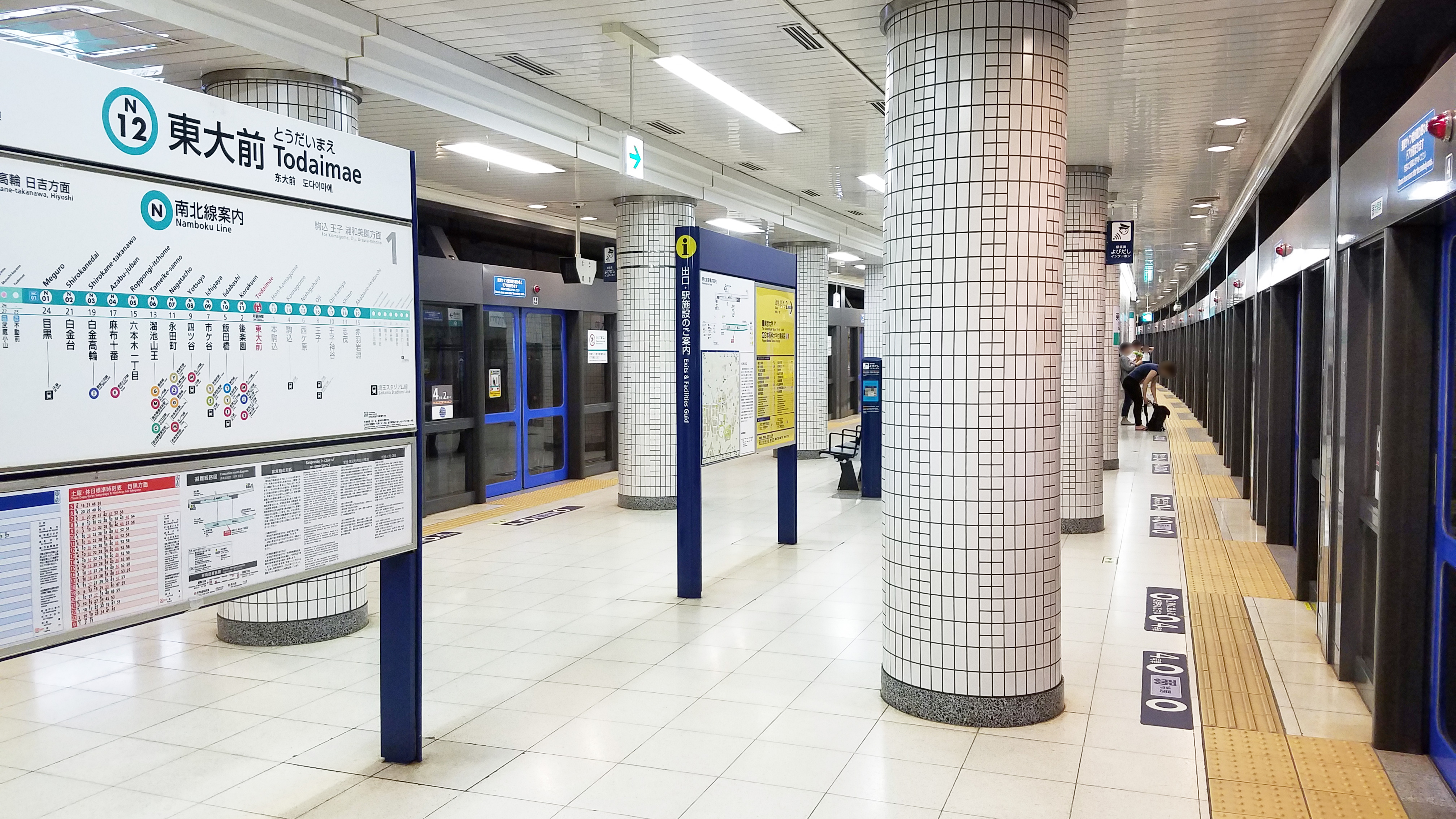
ホーム（2017年9月21日）

東大前駅（とうだいまええき）は、東京都文京区向丘一丁目にある、東京地下鉄（東京メトロ）南北線の駅である。駅番号はN 12。駅名の通り、東京大学への最寄り駅の一つである。

## 歴史
- 1996年（平成8年）3月26日：開業[2][3]。
- 2002年（平成14年）4月：業務委託駅となる。
- 2004年（平成16年）4月1日：帝都高速度交通営団（営団地下鉄）民営化に伴い、当駅は東京地下鉄（東京メトロ）に継承される[4]。
- 2007年（平成19年）3月18日：ICカード「PASMO」の利用が可能となる[5]。
- 2015年（平成27年）3月13日：発車メロディを変更[6]。
- 2017年（平成29年）9月：2番出入口寄りにエレベーターを1基新設[7]。

## 駅構造
島式ホーム1面2線を有する地下駅。改札階（地下1階）とホーム階（地下3階）を連絡するエレベーターおよびエスカレーターが設置されている。ホームにはフルスクリーンタイプのホームドアが設置されている。当駅の建設工事は、延長274 m、最大幅員17 m、最大掘削深さ29 mにも及ぶ大規模な開削工事となった。
出入口は東京大学農学部および文京学園文京女子短期大学（当時・短大は2014年に廃止）の敷地内に設置したものである。また、開業当初からある駅中央部のエレベーター出入口用地は、文京区から無償提供された文京区立第六中学校の用地を使用している。

### のりば
| 番線 | 路線   | 行先                   |
| ---- | ------ | ---------------------- |
| 1    | 南北線 | 赤羽岩淵・浦和美園方面 |
| 2    | 南北線 | 目黒方面               |

（出典：東京メトロ:構内図）

### 発車メロディ
開業時から吉村弘作曲の南北線全駅共通の発車メロディ（発車サイン音）を使用していたが、2015年3月13日にスイッチ制作の当駅オリジナルのメロディに変更されている。
曲は1番線が「花咲く学び舎」、2番線が「銀杏の並木道」（いずれも塩塚博作曲）である。

## 利用状況
2024年度の1日平均乗降人員は27,311人であり、東京メトロ全130駅中117位。
開業以来の1日平均乗降・乗車人員推移は下表の通り。
| 年度               | 1日平均 乗降人員 | 1日平均 乗車人員 | 出典     |
| ------------------ | ---------------- | ---------------- | -------- |
| 1995年（平成07年） | 10,384           | 5,351            | [ * 1 ]  |
| 1996年（平成08年） | 11,928           | 5,816            | [ * 2 ]  |
| 1997年（平成09年） | 14,009           | 7,109            | [ * 3 ]  |
| 1998年（平成10年） | 16,145           | 8,271            | [ * 4 ]  |
| 1999年（平成11年） | 17,280           | 8,685            | [ * 5 ]  |
| 2000年（平成12年） | 18,584           | 9,280            | [ * 6 ]  |
| 2001年（平成13年） | 20,183           | 10,011           | [ * 7 ]  |
| 2002年（平成14年） | 21,004           | 10,331           | [ * 8 ]  |
| 2003年（平成15年） | 21,797           | 10,729           | [ * 9 ]  |
| 2004年（平成16年） | 22,443           | 11,123           | [ * 10 ] |
| 2005年（平成17年） | 23,434           | 11,615           | [ * 11 ] |
| 2006年（平成18年） | 23,395           | 11,640           | [ * 12 ] |
| 2007年（平成19年） | 24,569           | 12,205           | [ * 13 ] |
| 2008年（平成20年） | 25,105           | 12,444           | [ * 14 ] |
| 2009年（平成21年） | 25,374           | 12,640           | [ * 15 ] |
| 2010年（平成22年） | 25,898           | 12,871           | [ * 16 ] |
| 2011年（平成23年） | 25,646           | 12,762           | [ * 17 ] |
| 2012年（平成24年） | 26,052           | 12,921           | [ * 18 ] |
| 2013年（平成25年） | 27,134           | 13,457           | [ * 19 ] |
| 2014年（平成26年） | 26,539           | 13,139           | [ * 20 ] |
| 2015年（平成27年） | 27,404           | 13,571           | [ * 21 ] |
| 2016年（平成28年） | 28,456           | 14,088           | [ * 22 ] |
| 2017年（平成29年） | 29,401           | 14,570           | [ * 23 ] |
| 2018年（平成30年） | 29,741           | 14,748           | [ * 24 ] |
| 2019年（令和元年） | 29,051           | 14,396           | [ * 25 ] |
| 2020年（令和02年） | 15,346           |                  |          |
| 2021年（令和03年） | 19,393           |                  |          |
| 2022年（令和04年） | 23,582           |                  |          |
| 2023年（令和05年） | 25,870           |                  |          |
| 2024年（令和06年） | 27,311           |                  |          |

備考
1. 1 2  1996年3月26日開業。開業日から同年3月31日までの計6日間を集計したデータ[15]。

## 駅周辺
- 東京大学本郷地区キャンパス - 弥生キャンパス（農学部）の敷地内に1番出入口がある。赤門は南側の本郷キャンパスにあり、丸ノ内線・大江戸線本郷三丁目駅が最寄りである。
- 文京学院大学・文京学院大学大学院 - 2番出入口は正門に隣接する。
- 日本医科大学千駄木校舎・日本医科大学付属病院
- 郁文館夢学園
- 文京区立第六中学校
- 西教寺
- 根津神社
- 文京区向丘地域活動センター
- 文京区アカデミー向丘
- 本郷税務署
- 東京都水道局文京営業所
- 文京向丘二郵便局
- 本郷郵便局
- 弥生美術館・竹久夢二美術館

## バス路線
1番出入口側（南側）は「東大農学部前」、2番出入口側（北側）は「本郷追分」（ほんごうおいわけ）がそれぞれ最寄りとなる。
東大農学部前
- 都営バス
  - 東43：荒川土手行 / 東京駅丸の内北口行
  - 茶51：駒込駅南口行 / 秋葉原駅前行・御茶ノ水駅前行
  - 上60：上野公園行 / 大塚駅前行・池袋駅東口行

本郷追分
- 都営バス
  - 東43：荒川土手行 / 東京駅丸の内北口行
  - 茶51：駒込駅南口行 / 秋葉原駅前行・御茶ノ水駅前行

## 隣の駅
東京地下鉄（東京メトロ）
 南北線
後楽園駅 (N 11) - 東大前駅 (N 12) - 本駒込駅 (N 13)